# شهرستان لیبو
شهرستان لیبو (به لاتین: Leibo County) یک منطقهٔ مسکونی در چین است که در لیانگشان یای واقع شده‌است. شهرستان لیبو ۲٬۹۳۲٫۴۶ کیلومتر مربع مساحت و ۲۲۳٬۰۰۰ نفر جمعیت دارد و ۱٬۱۷۵ متر بالاتر از سطح دریا واقع شده‌است.